# بن صهيون حلفون

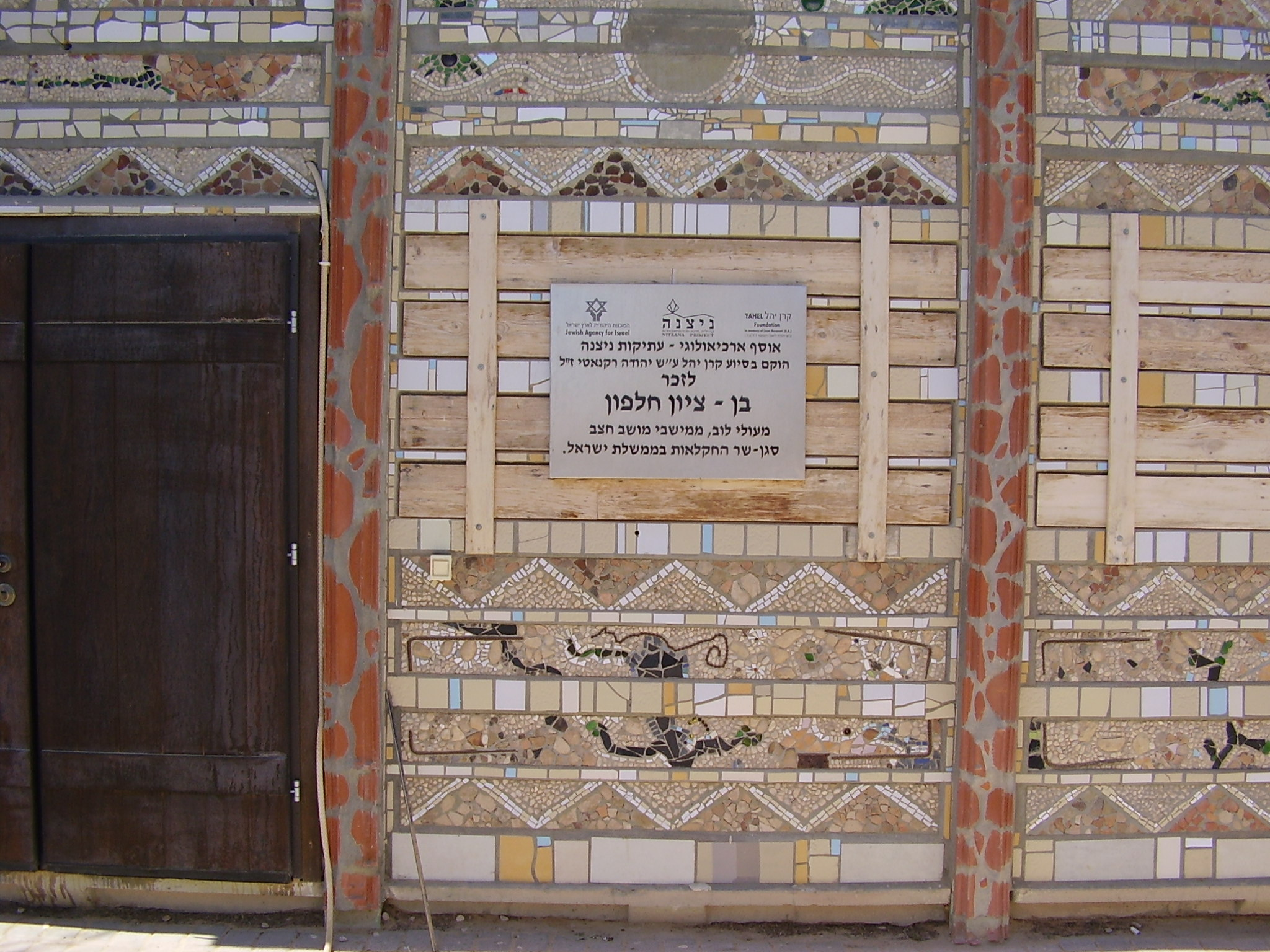
المتحف الأثري في نيتزانا يحمل اسم حلفون

بن صهيون حلفون (بالعبرية: בן-ציון חלפון) (1930 – 21 سبتمبر 1977) كان سياسيا إسرائيليًا وعضوا في الكنيست عن معراخ بين الأعوام 1969 و1977.

## السيرة الشخصية
وُلد حلفون بطرابلس في ليبيا عام 1930 وكان عضوًا في حركة شبابية صهيونية. في عام 1947 حاول القيام بالهجرة لفلسطين الانتدابية عبر إيطاليا على متن سفينة مدينت هييهوديم عليا بت ومع ذلك، فقد احتجزته السلطات البريطانية وأُرسل إلى معسكر اعتقال في قبرص. في السنة التالية وصل إسرائيل، وانضم إلى لواء يفتاخ التابع لبلماح، والذي شارك في حرب العام 1948.
شارك في مساعدة اليهود الليبيين الآخرين الذين هاجروا، وفي عام 1949 كان من بين مؤسسي موشاف حتساف وشارك في الفرع الجنوبي من حركة الموشافات وصار ممثل الحركة في حزب العمل الإسرائيلي. لقد شغل منصب المنسق الوطني لمنظمة الشراء التابعة للحركة وفي مجلس إدارة البنك الزراعي.
في الانتخابات التشريعية الإسرائيلية لعام 1969 تم انتخابه لعضوية الكنيست في قائمة معراخ (تحالف لحزب العمال ومابام)، وعُين نائب وزير الزراعة في 22 ديسمبر من ذلك العام. لقد تمت إعادة انتخابه الانتخابات التشريعية الإسرائيلية لعام 1973 لكنه خسر حقيبته الوزارية ثم فقد مقعده في انتخابات مايو عام 1977، وتوفي في تصادم مروري بالقرب من تقاطع غديرا بعد بضعة أشهر من بلوغه 47 عامًا.
في عام 2006 سمي المتحف الأثري في نيتزانا على اسمه.